# Pierra Bessa

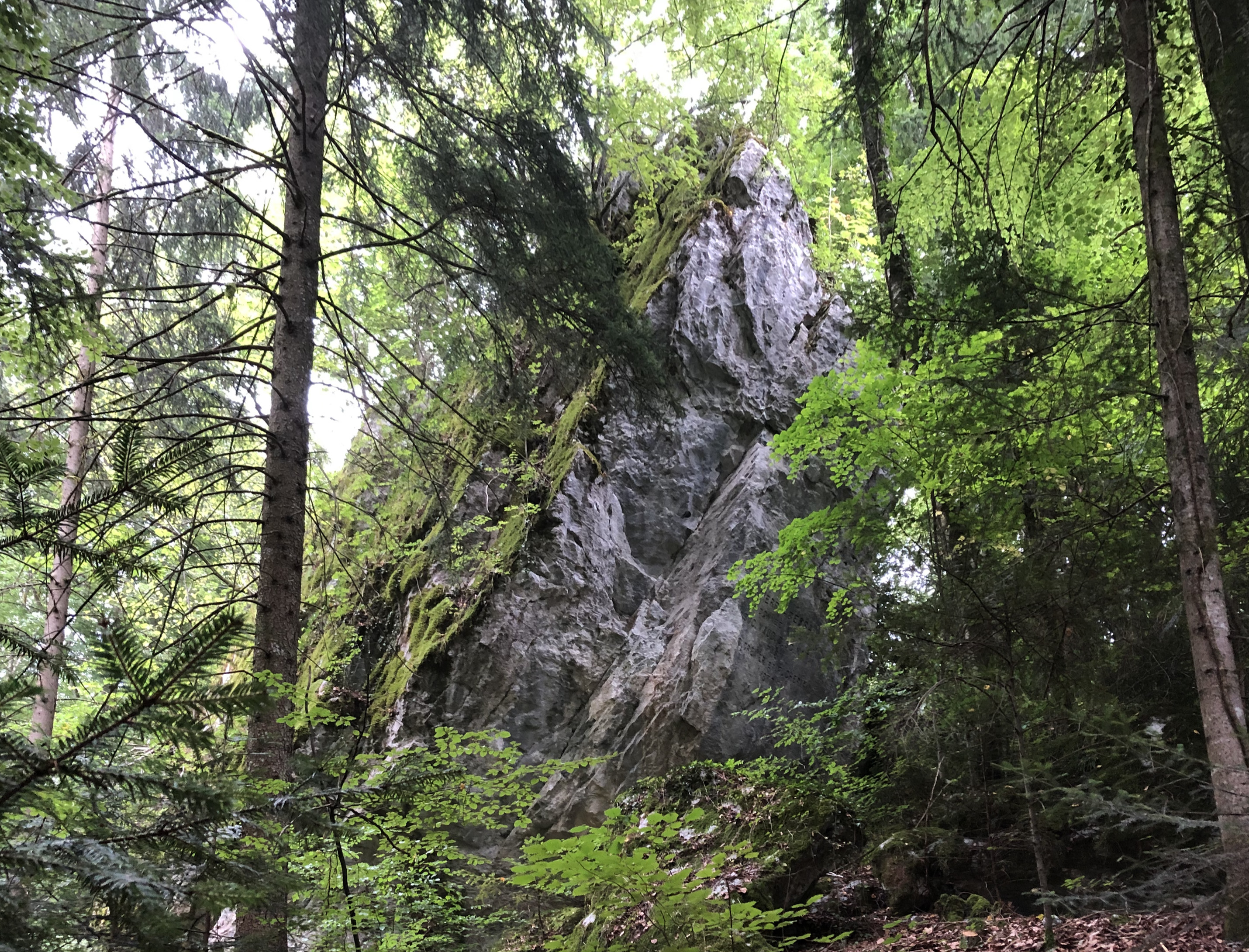
Die «Pierra Bessa» im Bergwald

Der Felsblock Pierra Bessa (frankoprovenzalisch Piérra bèsa; neuere Schreibweise auch Pierra Besse) ist ein ungefähr 1500 Kubikmeter grosser Findling bei Bex im Schweizer Kanton Waadt.

## Beschreibung
Der grosse Block aus Kalkstein wurde am Ende der letzten Eiszeit zusammen mit vielen anderen Findlingen von einem Gletscher auf dem bewaldeten Hügel Le Montet beim Weiler Les Dévens nördlich von Bex auf 515 m ü. M. abgelagert. Nach dem Material der Felsblöcke zu schliessen nahm der Gletscher, der die Steine in das Tal brachte, seinen Anfang im oberen Avançon-Tal in den Waadtländer Voralpen. Der Avançongletscher war ein kleiner Seitengletscher des eiszeitlichen Wallisgletschers und erreichte bei einem Vorstoss den Rand des Rhonetals letztmals zu einer Zeit, als sich der Rhonegletscher bereits viel weiter talaufwärts zurückgezogen hatte. Das Gestein der Le-Montet-Moräne stammt aus einer Bergflanke der Argentinekette nördlich des Grand Muveran und geologisch aus Teilen des Morcles-Massivs, die zu den Helvetischen Decken aus dem Jurazeitalter gehören. Die Entfernung vom Gebirge bis zum heutigen Fundort beträgt nur rund neun Kilometer. Der grosse Block Pierra Bessa steht auf Moränenschutt an einem Berghang in einer hoch aufgerichteten Position und ragt ungefähr 15 Meter weit über den Boden hinaus.
Gerade als im 19. Jahrhundert viele Findlinge gesprengt wurden, um als Baumaterial zu dienen, erkannte die frühe Gletscherforschung ihre Bedeutung als Zeugnisse der Vorstösse von Gletschern aus den Alpen. Der bedeutende Waadtländer Naturforscher und Direktor der Saline von Bex Johann von Charpentier beschrieb die in der Umgebung seiner Wirkungsstätte vorhandenen Felsblöcke, die aus anderem Gestein als der dort aufgeschlossene Untergrund bestehen. Im Fall des Berges Le Montet bedeckt die Moräne aus Kalkmaterial den Berg, der aus Schichten von Gips aus dem Erdzeitalter der Trias aufgebaut ist. De Charpentier verfasste, auch aufgrund der Beobachtungen von Ignaz Venetz, eine der ersten Arbeiten zur Eiszeittheorie. Anlässlich einer Versammlung der Schweizerischen Naturforschenden Gesellschaft im Jahr 1877 wurde der Stein Pierra Bessa in einer feierlichen Zeremonie von den privaten Besitzern des Waldes Les Luisances der Waadtländer Vereinigung für Naturwissenschaften (Société Vaudoise des Sciences Naturelles) als Geschenk übergeben. Eine grossformatige, sorgfältig in die Flanke des Felsens eingravierte Inschrift erinnert an dieses Ereignis und an den damit verbundenen Schutz. Die Inschrift lautet:
«Pierra-Bessa donnée à la Soc. Vaud. D. Sc. Nat. par C. Grenier et F. Cherix 1877.»

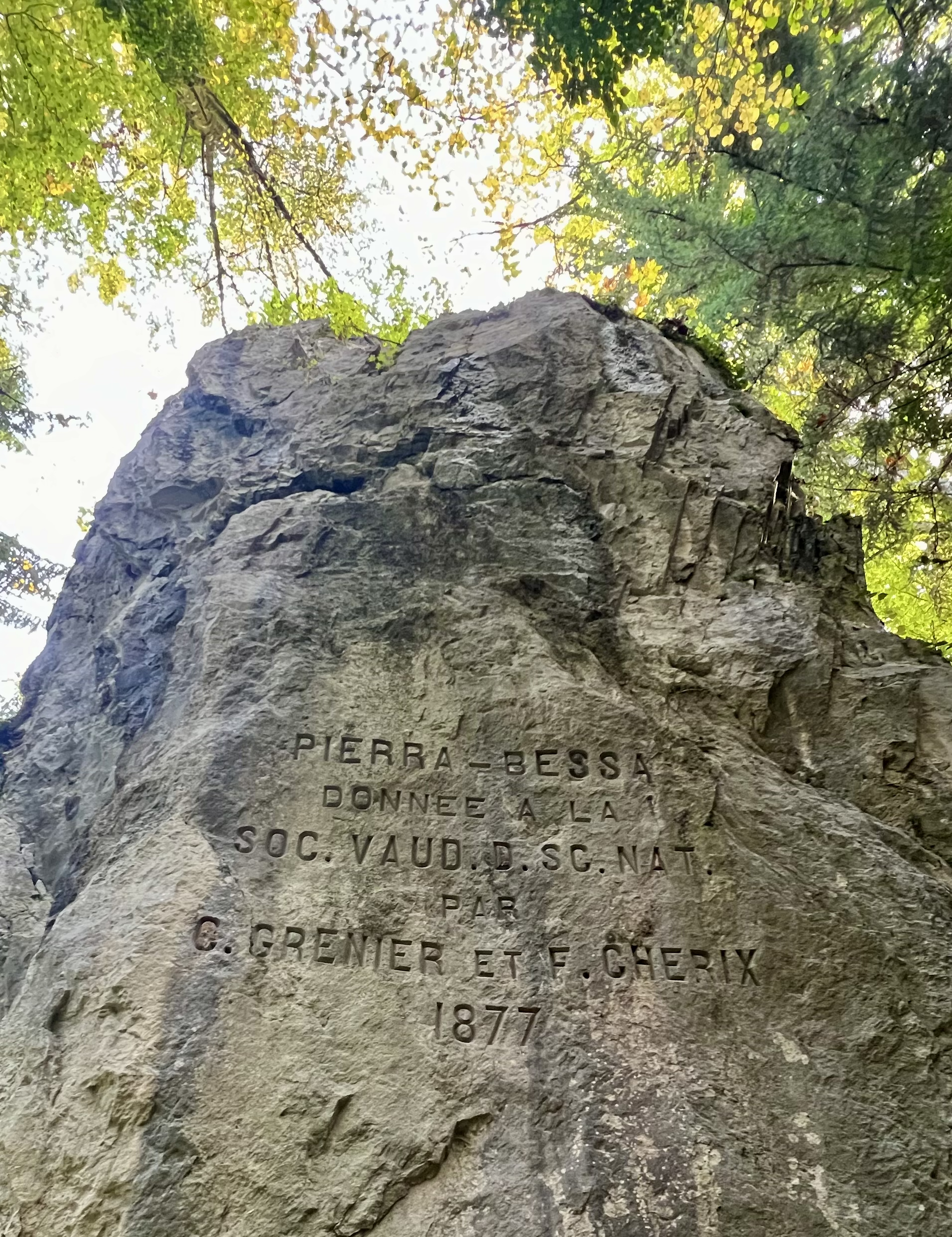
Südseite des Findlings mit Inschrift

Den riesigen Bloc Monstre ganz in der Nähe, der seit 1837 im Besitz Johanns von Charpentier gewesen war und von diesem den Namen erhalten hatte, schenkten 1877 dessen Erben ebenfalls der Waadtländer Vereinigung für Naturwissenschaften; auch dieser Akt ist durch eine schöne Inschrift am zweiten grossen Findling dokumentiert. Schon 1868 hatte der kantonale Naturwissenschaftsverein eine eigene Kommission für die Erforschung der Findlinge eingesetzt. Seit 1900 sind die beiden Steine in den Landeskarten der Schweiz vermerkt, und sie sind auch auf der Geologischen Karte der Schweiz (Blatt 1285 Les Diablerets) eingezeichnet.
Der überlieferte, von de Charpentier in seiner Veröffentlichung von 1841 verwendete und in der Inschrift von 1877 wiedergegebene Name des Findlings lautet «Pierra Bessa», was im Westschweizer frankoprovenzalischen Dialekt so viel bedeutet wie «doppelter Stein» oder «Zwillingsstein». Der Ausdruck bezieht sich darauf, dass der Felsblock von oben nach unten in zwei Hälften gespalten ist. Der in den jüngeren Landeskarten irrtümlich verwendete Name «Pierra Besse» ist eine falsche Übertragung in eine französische Wortform, die zudem nur das Adjekt bèsa (fem.) betraf, nicht aber das Hauptwort Piérra (von altgriechisch πέτρα und lateinisch petra), dem im Französischen pierre entspricht.
Die «Pierra Bessa» ist zusammen mit den anderen grossen Felsblöcken im gleichen Gebiet im Verzeichnis der Geotope des Kantons Waadt beschrieben. Der bedeutende Findlingsschwarm wird auch als Blocs erratiques des Dévens bezeichnet. An der Durchgangsstrasse über den Hügel von Bex nach Les Dévens informiert eine 2017 aufgestellte Tafel über die wissenschaftliche Bedeutung der Steine, die auf guten Waldwegen erreichbar sind.
Auf dem Findling, der sich wie ein isolierter Felskopf hoch über dem Waldboden erhebt und fast die Höhe der Baumkronen erreicht, und an seinen steilen Flanken hat sich eine vielfältige Pflanzengemeinschaft mit Moosen, Flechten und Gefässpflanzen entwickelt. Die besondere Findlingsflora ist ein Studienobjekt der Naturschutzbiologie.